# قشة سانتاريم
قرد القشة سانتاريم؛ مارموسيت سانتاريم (الأسم العلمي: Mico humeralifer)، والمعروفة أيضًا باسم قشة ذو شرابة الأذن البيضاء والسوداء ، وهي نوع من قرود القشة الأمريكي (ميكو) متوطنة في ولايتي أمازوناس وبارا البرازيليتين.

## الوصف
قرد القشة سانتاريم هو قرد صغير، يبلغ طوله مع الرأس من 20 إلى 27 سم. البالغين يصل وزنهم من 280 إلى 475 غرام. يشبه شكله شكل خرز الرموش الأخرى، مع الأنياب السفلية التي بالكاد تبرز فوق خط القواطع والمخالب (بدلاً من الأظافر) باستثناء إصبع القدم الكبير.وتختلف عن اشباهها من القرود بحصولها على فرو شاحب وشكل شرابات الأذن. الذكور والإناث متشابهة في الحجم.
الاسم العلمي " humeralifer " يُترجم تقريبًا إلى «ارتداء الرأس» ويشير إلى عباءة الفراء الرمادي الفاتح الذي يغطي أكتاف الحيوان. هناك أيضًا بقع من الفرو الأبيض على الوركين، لكن على خلاف ذلك، يكون الجسم أسودًا مع وجود بقع رمادية غير منتظمة على الظهر والجوانب، وصفراء على المناطق السفلية. الأطراف سوداء، بصرف النظر عن الفراء الرمادي الذي يمتد لأسفل على السطح الخارجي للأذرع العلوية من الوشاح. الذيل طويل ومغطى بالأسود والرمادي؛ جميع الأنواع الأخرى عدا جنس واحد في ميكو تفتقر إلى حلقات الذيل المميزة هذه.
الوجه داكن اللون، مع جبهة رمادية اللون وبقع من الجلد الوردي حول العينين والفم. المنطقة المحيطة بالعينين وبينها أيضًا فراء قليل نسبيًا مقارنة بأجزاء أخرى من الرأس والجسم. مثل العديد من القشيات، هناك خصلات كبيرة من الفراء على الأذنين، ولكن سانتاريم هو واحد من الأنواع القليلة التي تنبت فيها الفرو من كل من الأسطح الخارجية والداخلية لل صيوان الاذن. تكون الخصلتان برتقالية اللون إلى اللون الرمادي، وكما يوحي الاسم الشائع البديل، يكون لها شكل يشبه الشرابة ويمتد جانبيًا من الرأس.

## التوزيع والسكن
تم العثور على قشة سانتاريم فقط في منطقة محظورة للغاية بين نهر تاباجوس في الشرق، وأنهار ماديرا وروزفلت السفلى في الغرب، ونهر الأمازون في الشمال. الحد الجنوبي لمجموعه غير معروف، ولكن من المرجح أن يكون في المنطقة العامة لنهر باراكاري. لا توجد سلالات معترف بها. يسكن الغابات المطيرة في الأراضي المنخفضة، وهو شائع في الغابات الثانوية.

## علم الأحياء والسلوك
مثل أعضاء آخرين من جنسها، يسافر سانتاريم في الأجزاء السفلية من مظلة الغابة، ويتغذى بشكل أساسي على الفاكهة والحشرات، ويكمل نظامه الغذائي بالسحالي الصغيرة والضفادع اللحاء المتناثرة من الأشجار. وهم يعيشون في مجموعات عائلية صغيرة، مع حوالي ستة أفراد نموذجي، على الرغم من أنه تم الإبلاغ عن مجموعات من خمسة عشر فردًا. يجرون مكالمات طويلة مع لسانهم يهتز بسرعة، ويقال أنه يشبه صوت لعبة الكريكيت. مثل معظم القشيات، فإنها عادة ما تلد التوائم غير متطابقة مرتين في السنة. يقال إن الأحداث لديهم شريط أسود على طول الرأس وآذان مشعرة، ولكن ليس معنقدة.

## اقرأ أيضا
- طمارين جوفري
- قشة ذو خصلات الشعر السوداء